# Nero (группа)
Nero — британское электронное трио, играющее в стилях электро-хаус, техно, драм-н-бейс и дабстеп. Возникшее в Лондоне, в его состав входят Дэн Стивенс и Джо Рэй. Алана Уотсон исполняет вокальные партии.

## История
Рэй и Стивенс родились в 1984 году. Рэй вырос в Нортвуде, Лондон, в то время как Стивенс вырос в Ноттинг-Хилле. Мальчики познакомились с Уотсон, когда им исполнилось 18. Рэй играл на акустической гитаре, а Стивенс играл на виолончели при поддержке своего отца, который был джазовым музыкантом. В возрасте 17 лет Стивенс посещал специализированную музыкальную школу в Пимлико. Вне школы оба друга делали электронную музыку на своих домашних компьютерах. Впервые они начали работать вместе в 17 лет, создав студию в спальне Стивенса. Последний уже был поклонником джангл-музыки, увидев M-Beat и General Levy в Top of the Pops в 1994 году. Прозрение Рэя произошло в лондонском клубе Fabric, где идея о создании дуэта была обговорена и осуществлена.
Дебютным релизом Nero стал «Space 2001» в рамках трехслойной виниловой пластинки «Straight Outta Leicester» на Reformed Recordings в 2004 году. Уотсон начала участвовать в записи треков Nero с 2008 года, а именно с трека «Solid Air» (Punchy Recordings) и «This Way» (Audio Freaks), который был их дебютным в жанре дабстеп.
10 мая 2006 года Nero выпустили EP «Requiem» преимущественно в тяжелом драм-н-бейсе, который быстро увидел успех и признание в танцевальной музыке.
Саша Фрер-Джонс (англ. Sasha Frere-Jones), журналист издания The New Yorker, упомянул ремикс Nero на трек рэпера The Streets «Blinded by the Lights» в собственном топе лучших песен 2009 года. Трек попал на радио Великобритании, а также попал в репертуар таких музыкантов, как Chase & Status, Skream, Tiësto и Diplo.
Члены группы Дэн и Алана поженились в декабре 2015 года. В июне 2017 года они объявили, что ждут ребенка и Алана не будет возобновлять гастроли до появления ребенка.

### Welcome Reality(2010–2012)
Трио выпустило свой первый сингл «Innocence» на MTA Records, в Великобритании 26 апреля 2010 года. Сингл был выпущен с треком «Electron» доступный как для загрузки, так и на виниле. Трек достиг 167 позиции в британском хит-параде UK Singles Chart, а также 16 и 11 позиций в чартах UK Dance Chart и UK Indie Chart соответственно. В ноябре 2010 года Nero представила свой микс BBC Radio 1 Essential Mix, который был хорошо встречен критиками и назван «The Greatest BBC Radio 1 Essential Mix of All Time» (англ. Величайший BBC Radio 1 Essential Mix Всех времен). Микс был записан в разгар популярности дабстепа и имеет широкий спектр жанров, таких как драм-н-бейс, french house, дабстеп и электроника. 2010 Nero Essential Mix позже тоже стал предметом обсуждения 4 сентября 2015 года, так как вокруг пользователей Reddit началось ярое обсуждение «лучшего Essential Mix всех времен». В социальной сети пользователи сильно заинтересовались данным миксом (в обсуждении немного отставал дуэт Zeds Dead, но был на втором месте), несмотря на то, что он был записан 5 лет назад. Кроме того, микс получил общепризнанные награды «Greatest Essential Mix of All Time» и «Fan Favorite Essential Mix». 6 декабря 2010 года Nero были номинированы на BBC Sound of 2011.
После номинации последовало появление второго сингла на лейбле MTA под названием «Me and You», который был добавлен в плейлист BBC Radio 1 от 8 декабря 2010 года. Сингл был выпущен в Великобритании как в магазинах цифровой музыки, так и на 12-дюймовом виниле 2 января 2011 года, где он дебютировал под номером 15 в UK Singles Chart. Премьера третьего сингла трио «Guilt» состоялась 22 февраля. Тогда Зейн Лоу (англ. Zane Lowe) выбрал его как «Самая горячая запись в мире» (англ. Hottest Record in the World).
14 июля 2012 года дебютировал «Promises» под номером 81 в Billboard Hot 100, что ознаменовало первый сингл, который был представлен в Соединенных Штатах. Дебютный альбом под названием «Welcome Reality» был выпущен 15 августа 2011 года и дебютировал под номером один в UK Albums Chart.
Nero создали оркестровое произведение под названием «Dubstep Symphony» (позже официально названную «Symphony 2808») в исполнении группы в сотрудничестве с Симфоническим оркестром Би-би-си, которое Джо Дадделл (англ. Joe Duddell) провел на BBC Radio 1 6 июня 2011 года.
Трио организовало свое живое шоу после выхода альбома осенью 2011 года в Великобритании и США. В начале 2012 года было организовано живое шоу под названием «Второй тур по реальности» (англ. Second Reality Tour) в Австралии, Великобритании и Северной Америке. Nero отказались от гастролей на лето, в качестве акта поддержки Мадонны с ее туром The MDNA Tour, так как чувствовали, что нужно проводить гораздо больше времени в студии.
Ремикс Skrillex и Nero на трек исполнителя Monsta «Holdin On» дебютировал 1 октября 2012 года в шоу Зейна Лоу на BBC Radio 1. Ремикс был включен в одноименный EP Monsta, выпущенном 23 октября 2012 года.
Их песня «Promises» была использована в телевизионной рекламе HP ноутбуков с Beats Audio в 2012 году.
22 октября 2012 года дебютный альбом Nero был переиздан под названием Welcome Reality +. В нем появились два дополнительных трека: «Will not You (Be There)» и «Etude» вместе с ремиксом Skrillex и Nero «Promises».
В 2010 году дуэт выиграл премию Beatport в номинации Лучший дабстеп проект и Лучший дабстеп трек за композицию «Act Like You Know».
Подписавшись на лейбл MTA Records, принадлежащий Chase and Status, группа ведёт запись своего дебютного альбома.
Первый официальный сингл группы «Innocence» был выпущен в Великобритании 26 апреля 2010 года. Трек смог достигнуть 168 места в UK Singles Chart, а также 16 и 11 в UK Dance Chart и UK Indie Chart.
6 декабря 2010 года Nero стали номинантами премии BBC's Sound of 2011.
За номинацией последовало появление 8 декабря 2010 года на BBC Radio 1 второго сингла — «Me & You».
Премьера третьего сингла — «Guilt» — состоялась 22 февраля 2011 года в передаче Зейна Лоу Hottest Record in the World
11 апреля 2011 года группа анонсировала, что их дебютный альбом Welcome Reality поступит в продажу 15 августа, и будет содержать как уже вышедшие синглы: «Innocence», «Me & You» and «Guilt», так и другие треки.
1 мая 2011 года третий сингл группы — «Guilt», достиг 8 места в Official UK Singles Chart, сделавшись на тот момент их наилучшим достижением.
Трек «Promises», ставший четвёртым синглом группы, дебютировал в радиоэфире 17 мая, когда Зейн Лоу назвал его Самой горячей записью в мире. Таким образом Promises стала третьей песней в активе группы, получившей этот титул.
10 мая 2012 года Алана Уотсон написала на своей странице в Facebook, что на студии в Лос-Анджелесе Nero приступили к записи второго студийного альбома.
7 мая 2013 года вышел сингл — «Into The Past», приуроченный к выходу фильма «Великий Гэтсби (фильм, 2013)».
13 мая 2014 года вышел сингл — «Satisfy», предположительно, из второго студийного альбома Nero.
1 февраля 2015 года инженер по мастерингу Stuart Hawkes сообщил, что начал работать над мастерингом (то есть заключительным этапом разработки) нового альбома Nero.
19 марта 2015 года вышел следующий сингл — «The Thrill», который должен войти в состав следующего студийного альбома Nero.
10 апреля 2015 года был анонсирован второй студийный альбом Between II Worlds и выпущен одноименный сингл. Дата релиза альбома первоначально была назначена на 28 августа, однако позже была перенесена на 11 сентября 2015 года. В альбом войдут 12 треков, из них 3 ранее вышедших сингла — «Satisfy», «The Thrill», «Between II Worlds».
27 мая 2015 года вышел очередной сингл из второго альбома Nero — «Dark Skies».
11 сентября 2015 года вышел второй студийный альбом Between II Worlds.

## Дискография

### Альбомы
| Название          | Информация об альбоме                                                                        | Наивысшее место | Наивысшее место | Наивысшее место | Наивысшее место | Наивысшее место | Наивысшее место | Наивысшее место | Наивысшее место | Наивысшее место | Сертификации              | Продажи                       |
| Название          | Информация об альбоме                                                                        | UK              | UK Dance        | AUS             | BEL (Fla)       | IRE             | NZ              | SCO             | SWI             | US Elec         | Сертификации              | Продажи                       |
| ----------------- | -------------------------------------------------------------------------------------------- | --------------- | --------------- | --------------- | --------------- | --------------- | --------------- | --------------- | --------------- | --------------- | ------------------------- | ----------------------------- |
| Welcome Reality   | - Дата релиза: 12 августа 2011 года - Лейбл: MTA Records - Форматы: CD, Цифровая дистрибуция | 1               | 1               | 12              | 29              | 52              | 32              | 2               | 88              | 9               | - AUS: Золотой - UK: Gold | - AUS: 35,000+ - UK: 100,000+ |
| Between II Worlds | - Дата релиза: 11 сентября 2015 года - Лейбл: MTA Records - Форматы: CD, Циф                 | 24              | 2               | 13              | 102             |                 | 37              |                 |                 | 1               |                           |                               |

### Синглы
| «Innocence / Electron»                           | 2010 | 167 | 16 | 15 | —  | —  | —  | —  |                                                                                 | Welcome Reality |
| «Me & You»                                       | 2011 | 15  | 3  | 1  | —  | —  | —  | 23 | UK: Серебряный                                                                  | Welcome Reality |
| «Guilt»                                          | 2011 | 8   | 4  | —  | 62 | —  | —  | 11 | UK: Серебряный                                                                  | Welcome Reality |
| «Promises»                                       | 2011 | 1   | 1  | —  | 33 | 27 | 28 | 1  | - - UK: Серебряный - NZ: Золотой - CAN: Платиновый - US: Золотой - AUS: Золотой | Welcome Reality |
| «Crush on You»                                   | 2011 | 32  | 6  | —  | —  | —  | —  | 40 |                                                                                 | Welcome Reality |
| «Reaching Out»                                   | 2011 | 92  | 9  | —  | —  | —  | —  | —  |                                                                                 | Welcome Reality |
| «Must Be the Feeling»                            | 2012 | 124 | 25 | —  | —  | —  | —  | —  |                                                                                 | Welcome Reality |
| «—» — песня не попала в чарт или ещё не выпущена |      |     |    |    |    |    |    |    |                                                                                 |                 |

### Другие релизы
| Год  | Песня                 |
| ---- | --------------------- |
| 2008 | «Solid Air / Choices» |
| 2008 | «This Way»            |
| 2009 | «Act Like You Know»   |

### Ремиксы
| Артист                                             | Название                           | Лейбл                             |
| -------------------------------------------------- | ---------------------------------- | --------------------------------- |
| N*E*R*D & Daft Punk                                | Hypnotize U                        | Interscope                        |
| Chase & Status featuring Mali                      | Let You Go                         | Mercury                           |
| N*E*R*D                                            | Hot N' Fun                         | Interscope                        |
| Дрейк                                              | Forever                            | Interscope                        |
| MJ Cole                                            | Sincere                            | Prolific                          |
| deadmau5 featuring Rob Swire                       | Ghosts N Stuff                     | Mau5trap/Virgin                   |
| La Roux                                            | I'm Not Your Toy                   | Polydor                           |
| DJ Fresh                                           | Hypercaine                         | Breakbeat Kaos                    |
| The Streets                                        | Blinded By The Lights              | 679/Warner                        |
| The Streets                                        | In The Middle                      | 679/Warner                        |
| Beyoncé                                            | Ego (as OK Dac)                    | Columbia                          |
| Beyoncé                                            | Sweet Dreams (As OK Dac)           | Columbia                          |
| Enter Shikari                                      | Juggernauts                        | Atlantic Records                  |
| Boy Crisis                                         | Dressed To Digress                 | B-Unique                          |
| Леонид Руденко                                     | Everybody                          | Data                              |
| Booty Luv                                          | Say It                             | Data                              |
| Platinum                                           | Trippin'                           | Data                              |
| Bar9                                               | Shaolin Style                      | Bar9                              |
| Justice                                            | Stress                             | MTA — (Awaiting Official Release) |
| Dizzee Rascal                                      | Holiday                            | Dirtee Stank                      |
| CTRL-Z & Screwface Present Stereotype              | Shock                              |                                   |
| Plan B                                             | The Recluse                        | Atlantic Records                  |
| Calvin Harris                                      | «You Used to Hold Me»              | Fly Eye                           |
| Calvin Harris                                      | «Feel So Close»                    | Fly Eye                           |
| Дрейк при участии Канье Уэста, Лил Уэйна и Эминема | «Forever»                          | Interscope                        |
| Boy Crisis                                         | «Dressed to Digress»               | B-Unique                          |
| Beyoncé                                            | «Ego» (as OK Dac)                  | Columbia                          |
| Beyoncé                                            | «Sweet Dreams» (As OK Dac)         | Columbia                          |
| Nero                                               | «Promises (Skrillex & Nero Remix)» | MTA, Mercury                      |